# Orsanco
Orsanco – miejscowość i gmina we Francji, w regionie Nowa Akwitania, w departamencie Pireneje Atlantyckie.
Według danych na rok 1990 gminę zamieszkiwało 89 osób, a gęstość zaludnienia wynosiła 10 osób/km² (wśród 2290 gmin Akwitanii Orsanco plasuje się na 1087. miejscu pod względem liczby ludności, natomiast pod względem powierzchni na miejscu 1142.).